# Gilbert (cráter)

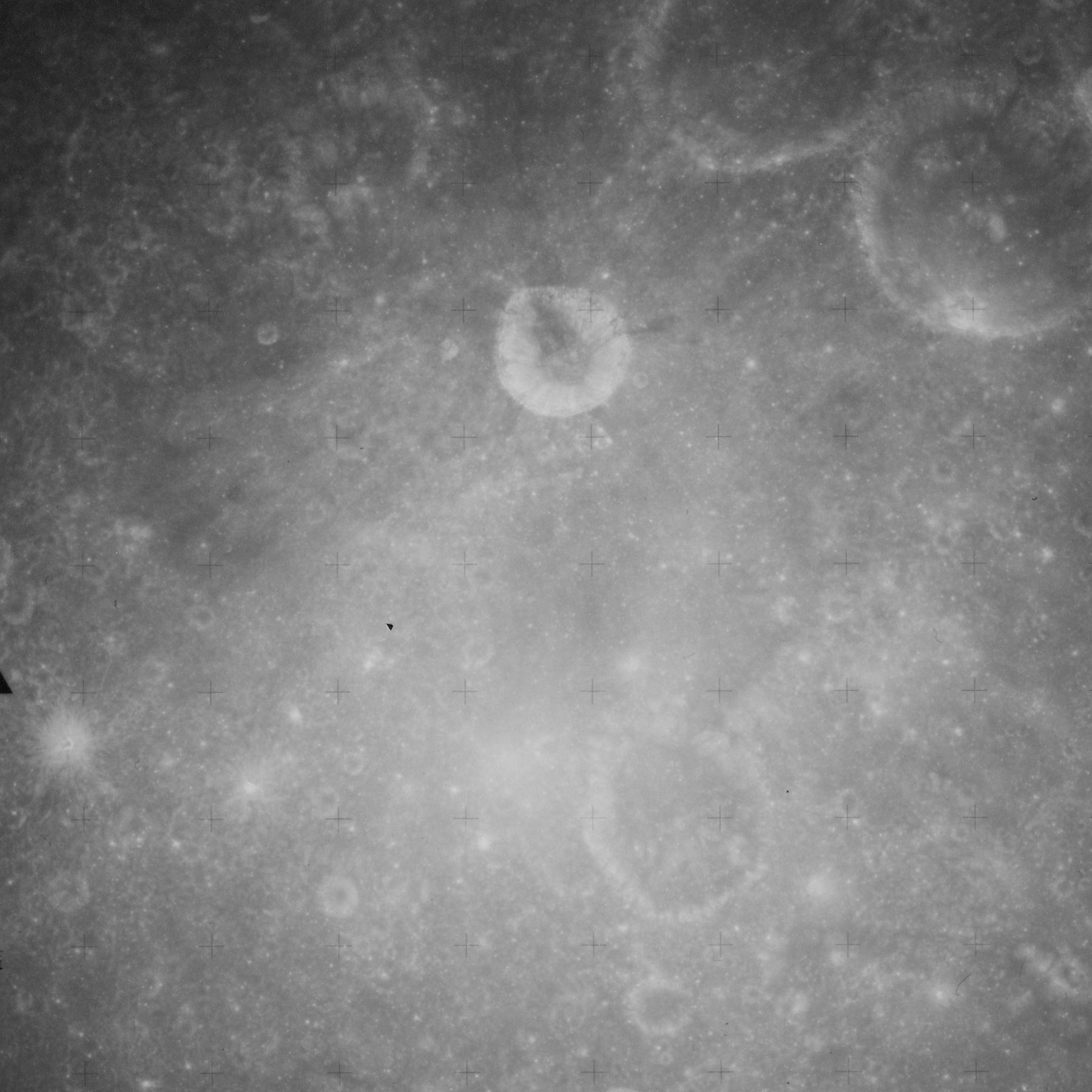
Gilbert, desde el Apolo 16. Nótese que el sol está muy alto sobre el horizonte, por lo que el erosionado brocal del cráter es apenas distinguible. Geissler es el pequeño pero prominente cráter por encima del centro.

Gilbert es un gran cráter de impacto que se encuentra cerca de la extremidad oriental de la Luna. Debido a su ubicación aparece en escorzo visto desde la Tierra, lo que limita el detalle que se puede observar. El cráter se encuentra al noroeste de la llanura del cráter amurallado de tamaño similar Kästner, al oeste del Mare Smythii.
|  |

Varios cráteres satélite en la zona han recibido nombres propios por parte de la UAI. Casi unidos al borde norte-noreste de Gilbert aparecen los cráteres Weierstrass (anteriormente Gilbert N) y Van Vleck (Gilbert M), dos formaciones bastante similares. En la parte noreste del suelo interior de Gilbert se halla el pequeño cráter Geissler en forma de cuenco (anteriormente Gilbert D).
Gilbert es una llanura amurallada algo degradada, con un reborde exterior que ha sido un tanto reconfigurada por impactos cercanos. El borde meridional se ha desintegrado casi por completo, y forma una superficie aplanada que fluye hacia el sur como una depresión extendida. El par de cráteres formado por Weierstrass y Van Vleck han configurado un borde dentado a lo largo de la cara noreste, mientras que el borde del lado noroeste está cubierto por Gilbert S. La plataforma interior es relativamente llana, con algunas lomas que recorren el centro hacia el extremo sur.

## Cráteres satélite
Por convención estos elementos son identificados en los mapas lunares poniendo la letra en el lado del punto medio del cráter que está más cerca de Gilbert.
|         | \| Gilbert \| Coordenadas \| Diámetro \| \| ------- \| --------------------------- \| -------- \| \| J \| 4°18′S 72°42′E / -4.3, 72.7 \| 38 km \| \| K \| 5°30′S 73°12′E / -5.5, 73.2 \| 38 km \| \| P \| 0°54′S 75°36′E / -0.9, 75.6 \| 18 km \| \| S \| 1°54′S 75°36′E / -1.9, 75.6 \| 19 km \| \| V \| 1°30′S 79°54′E / -1.5, 79.9 \| 15 km \| \| W \| 1°06′S 78°54′E / -1.1, 78.9 \| 19 km \| |          |
| Gilbert | Coordenadas | Diámetro |
| J       | 4°18′S 72°42′E / -4.3, 72.7 | 38 km    |
| K       | 5°30′S 73°12′E / -5.5, 73.2 | 38 km    |
| P       | 0°54′S 75°36′E / -0.9, 75.6 | 18 km    |
| S       | 1°54′S 75°36′E / -1.9, 75.6 | 19 km    |
| V       | 1°30′S 79°54′E / -1.5, 79.9 | 15 km    |
| W       | 1°06′S 78°54′E / -1.1, 78.9 | 19 km    |

Los siguientes cráteres han sido renombrados por la UAI:
- Gilbert D: véase Geissler
- Gilbert M: véase Van Vleck
- Gilbert N: véase Weierstrass
- Gilbert T: véase Avery